# 1 − 2 + 4 − 8 + ⋯
У математици, 1 − 2 + 4 − 8 + ... је бесконачан ред чији чланови су узастопна степен двојке са наизменичним знацима. Као геометријски ред, окарактерисан је својим првим чланом, 1, и својом количником, −2.
{\displaystyle \sum _{k=0}^{n}(-2)^{k}}
Како ред реалних бројева дивергира, тако  у уобичајеном смислу нема суму. У много ширем смислу, серија има општи збир ⅓.

## Историјски аргументи
Готфрид Лајбниц је сматрао наизменични дивергентни ред 1 − 2 + 4 − 8 + 16 − ... већ 1673. Он је тврдио да би се одузимањем, или слева или здесна, могла произвести позитивна или негативна бесконачност, а самим тим оба одговора су погрешна и све треба да буде коначно:
"Сада нормално природа бира средину, ако ни једно од та два није дозвољено, односно ако се не може утврдити које од њих је дозвољено, цела је једнака коначној количини. "
Лајбниц није баш тврдио да је низ имао збир, али је закључио везу са ⅓ следећег Меркаторовог метода. Став да је серија могла бити нека коначна количина без стварног додавања до ње као сума би била уобичајена у 18. веку, мада се не прави разлика у модерној математици.

Након што је Кристијан Волф прочитао Лајбницово тумачење Грандијевог низа усред 1712. године, Волф је био толико задовољан решењем да је настојао да прошири аритметички метод до више дивергентног реда као што је 1 − 2 + 4 − 8 + 16 − .... Укратко, ако неко изражава парцијалну суму овог реда као функцију претпостављених чланова, добија се или (4м + 1)/3 или (−4н + 1)/3. Аритметичка средина ових вредности је (2м − 2н + 1)/3, и под претпоставком да је м=н у бесконачности даје ⅓ као вредност серије. Лајбницова инситуција га је спречавала да напреже своје решење овако далеко, и он је написао да је Волфова идеја била интересантна, али неважећа из неколико разлога. Аритметичка средства суседних парцијалних сума не конвергирају до посебних вредности, и за све коначне случајеве имамо да је н=2м, не н=м. Генерално, члан редова који се могу сабирати треба да се смањи до нуле; чак се 1 − 1 + 1 − 1 + ... може изразити као граница таквог низа. Лајбниц саветује Волфа да размотри то да он може да произведе нешто вредно од науке и себе.

## Модерне методе

### Геометријски ред
{\displaystyle \sum _{k=0}^{\infty }ar^{k}={\frac {a}{1-r}}.}
У овом случају a = 1 и r = −2, тако да је збир ⅓.

### Ојлерово сабирање
У његовим Институтионс из 1755. године, Леонард Ојлер је ефективно узео оно што се сада зове Ојлерова трансформација 1 − 2 + 4 − 8 + ..., долазећи до конвергентних редови  ½ − ¼ + ⅛ − 1/16 + .... Како је каснији збир  ⅓, Ојлер је закључиио да је 1 − 2 + 4 − 8 + ... = ⅓. Његове идеје за бесконачни ред не прате слепо подерни приступ; данас се каже да је 1 − 2 + 4 − 8 + ... могуће сабрати помоћу Ојлеровог сабирања и тада је Ојлеров збир ⅓.
Ојлерова трансформација почиње редом позивитних чланова:
a0 = 1,
a1 = 2,
a2 = 4,
a3 = 8, ...
Ред коначне разлике је онда
Δa0 = a1 − a0 = 2 − 1 = 1,
Δa1 = a2 − a1 = 4 − 2 = 2,
Δa2 = a3 − a2 = 8 − 4 = 4,
Δa3 = a4 − a3 = 16 − 8 = 8, ...,
што је исти ред. Отуда поновљена малопређашња разлика редова који почињу са Δna0 = 1 за свако н. Ојлерова трансформација је низ
{\displaystyle {\frac {a_{0}}{2}}-{\frac {\Delta a_{0}}{4}}+{\frac {\Delta ^{2}a_{0}}{8}}-{\frac {\Delta ^{3}a_{0}}{16}}+\cdots ={\frac {1}{2}}-{\frac {1}{4}}+{\frac {1}{8}}-{\frac {1}{16}}+\cdots .}
Ово је конверентни геометријски ред чији је збир  ⅓ по уобичајеној формули.

### Борел збир
Борел збир 1 − 2 + 4 − 8 + ... је такође ⅓; када је Емил Борел увео гранично формулисање Бореловог збира 1896. године, ово је био један од првих његових примера после 1 − 1 + 1 − 1 + ...